# 18 dicembre
Il 18 dicembre è il 352º giorno del calendario gregoriano (il 353º negli anni bisestili). Mancano 13 giorni alla fine dell'anno.

## Eventi
- 1271 – Per volere del khagan dei mongoli, Kublai Khan, viene fondata la dinastia Yuan. Kublai Khan si proclama così imperatore della Cina
- 1352 – Viene eletto papa Innocenzo VI
- 1642 – Abel Tasman sbarca a Mohua Golden Bay: è il primo europeo a mettere piede nell'attuale Nuova Zelanda
- 1644 – Al compimento del suo 18º anno, la regina Cristina di Svezia, in carica dal 1632, assume direttamente il governo della nazione, che terrà fino al 1654
- 1776 – La Carolina del Nord ratifica la sua costituzione
- 1787 – Il New Jersey è il terzo Stato a ratificare la Costituzione degli Stati Uniti
- 1859 – Torino: don Giovanni Bosco fonda la Famiglia salesiana, chiamata Società di san Francesco di Sales
- 1865 – Stati Uniti: abolizione della schiavitù con l'approvazione del XIII emendamento alla costituzione
- 1889 – Papa Leone XIII pubblica l'enciclica "Fra le molteplici", sulla maggior cura per l'educazione del giovane clero
- 1890 – Londra: inaugurazione della prima metropolitana
- 1894 – Le donne dell'Australia Meridionale diventano le prime in Australia ad ottenere il diritto di voto attivo e passivo
- 1899 - Herbert Kilpin fonda a Milano il Milan Foot-Ball and Cricket Club
- 1912 – Viene "scoperto" l'Uomo di Piltdown: nel 1953 si scoprirà essere una truffa
- 1916 – Prima guerra mondiale: fine della battaglia di Verdun, iniziata il 21 febbraio
- 1922 – Strage di Torino: nei pressi della stazione di Torino Porta Susa gli squadristi fascisti aggrediscono le organizzazioni popolari: 11 antifascisti uccisi, decine di feriti gravi.
- 1941 – Seconda guerra mondiale: nella notte tra il 18 e il 19 dicembre viene compiuta l'Impresa di Alessandria, durante la quale sei palombari della Regia Marina su tre siluri a lenta corsa penetrarono nella notte nel porto di Alessandria d'Egitto e danneggiarono gravemente le corazzate britanniche HMS Queen Elizabeth (00) e HMS Valiant (02)
- 1945 – L'Uruguay entra a far parte delle Nazioni Unite
- 1956 – Il Giappone entra a far parte delle Nazioni Unite
- 1958 – Il Niger diventa indipendente
- 1983 – Tragedia di Nervi: 38 marinai del distaccamento Marina Militare di Aulla rimangono vittime di uno spaventoso incidente sul viadotto di Nervi (autostrada La Spezia- Genova): solo tre di loro si salvano dal tragico volo di 70 metri. Ai funerali dei 35 marinai partecipa anche il presidente della Repubblica Italiana Sandro Pertini, che ricorderà la tragedia nel messaggio di fine anno.
- 1987 – Larry Wall rilascia Perl 1.000
- 1991 – La Lancia rilascia un comunicato stampa nel quale annuncia il suo ritiro dalle competizioni
- 1993 – Viene inaugurato l'MGM Grand Las Vegas, il più grande albergo del mondo
- 1994 – Francia: viene scoperta la Grotta Chauvet, che prende il nome dallo speleologo dilettante autore della scoperta
- 2004 – La rivista Archäologisches Korrespondenzblatt pubblica la notizia della scoperta in una grotta in Germania dello strumento musicale più antico del mondo: si tratta di un flauto di 35.000 anni fa costruito da una zanna d'avorio
- 2006 – Gli Emirati Arabi Uniti indicono le loro prime elezioni
- 2007 – L'Assemblea generale delle Nazioni Unite approva la moratoria universale della pena di morte con 104 voti favorevoli, 54 contrari e 29 astenuti
- 2011 – Finisce ufficialmente la guerra in Iraq
- 2015 – L'ultima miniera di carbone del Regno Unito, la Kellingley Colliery, aperta nel 1965, cessa l'attività estrattiva
- 2019 – Il presidente degli Stati Uniti Donald Trump è accusato dalla Camera dei rappresentanti degli Stati Uniti, diventando il terzo presidente degli Stati Uniti ad essere messo sotto accusa
- 2022 – A Lusail l'Argentina batte la Francia per 7-5 dopo i calci di rigore nella finale dei mondiali di calcio di Qatar 2022 (3-3 dopo i tempi supplementari).

## Nati
Ci sono circa 1 110 voci su persone nate il 18 dicembre; vedi la pagina Nati il 18 dicembre per un elenco descrittivo o la categoria Nati il 18 dicembre per un indice alfabetico.

## Morti
Ci sono circa 520 voci su persone morte il 18 dicembre; vedi la pagina Morti il 18 dicembre per un elenco descrittivo o la categoria Morti il 18 dicembre per un indice alfabetico.

## Feste e ricorrenze

### Civili
Internazionali:
ONU – Giornata Internazionale dei Migranti (International Migrants Day)

### Religiose
Cristianesimo:
- San Flannano di Killaloe, vescovo
- San Flavito, eremita
- San Gaziano di Tours, vescovo
- San Malachia, profeta
- Santi Namfamone e compagni, martiri in Africa
- Santi Paolo Nguyen Van My, Pietro Truong Van Duong e Pietro Vu Van Truat, martiri
- Santi Quinto, Simplicio e compagni, martiri in Africa
- San Rufo, martire a Filippi
- San Vunibaldo di Heidenheim, abate
- San Zosimo di Filippi, martire
- Beati 6 redentori mercedari
- Beata Nemesia Valle, vergine

Religione romana antica e moderna:
- Ludi Saturnali, secondo giorno
- Ludi Lancionici, settimo e ultimo giorno